# Botryococcus braunii
Botryococcus braunii ist eine grüne planktonische Mikroalge der Ordnung Chlorococcales (Klasse Chlorophyceae). Die weltweit verbreitete Art ist nur im Süßwasser zu finden. Sie ist potenziell von großer Bedeutung für die Erzeugung nachwachsender Energieträger.

## Merkmale und Lebensweise
Botryococcus braunii bildet 100–500 Mikrometer große Kolonien, die von einer Gallerte zusammengehalten werden. Dabei befindet sich jede einzelne Zelle in einem Gallerttrichter aus tütenartig ineinander verschachtelten Schichten. Diese Trichter zeigen mit dem spitzen Ende in die Mitte der Kolonie und hängen dort zusammen. Die Zellen haben eine Länge von 6–10 Mikrometern und liegen am Außenrand der Kolonie.
Die Spezies ist als Plankton in gemäßigten oder tropischen oligotrophen Seen, Teichen und Flussmündungen verbreitet. Durch Phosphat kann eine Algenblüte ausgelöst werden. Wegen der eingelagerten Kohlenwasserstoffe steigen die Kolonien dann auf und liegen als feiner Staub auf der Wasseroberfläche. Sie kann große Mengen von Kohlenwasserstoffen, besonders Triterpene, produzieren. Die Menge kann bis zu 40 % der Trockenmasse betragen. Im Vergleich zu anderen Algenspezies hat Botryococcus braunii eine relativ dicke Zellwand, die eine Extraktion von cytoplasmischen Komponenten erschwert. Der größte Teil der Kohlenwasserstoffe befindet sich jedoch außerhalb der Zellwand.

## Wachstumsbedingungen
Botryococcus braunii wächst am besten bei einer Temperatur von 23 °C und einer Lichtintensität von 60 W/m², mit einer Lichteinfalldauer von 12 Stunden pro Tag und einer Salinität von 0,15 mol NaCl.

## Mögliche Quelle für Biokraftstoffe
Wegen der produzierten Kohlenwasserstoffe hat Botryococcus braunii ein großes Potenzial als nachwachsender Rohstoff in Algenkulturen. Bis zu 86 % des Trockengewichts können aus langkettigen Kohlenwasserstoffen bestehen, je nach Stamm hauptsächlich Di- und Triene oder Triterpene. Diese könnten zum Beispiel in raffinerieähnlichen Prozessen zu Benzin oder Dieselkraftstoff umgewandelt werden.
| Komponente                | % Masse |
| ------------------------- | ------- |
| Isobotryococcene          | 4 %     |
| Botryococcene             | 9 %     |
| C34H58                    | 11 %    |
| C36H62                    | 34 %    |
| C36H62 (Isomer)           | 4 %     |
| C37H64                    | 20 %    |
| andere Kohlenwasserstoffe | 18 %    |

## Patentierte Stämme
1988 wurde der Universität von Kalifornien ein Patent für die Botryococcus braunii variety Showa, die von dem Berkeley-Wissenschaftler Arthur Nonomura entwickelt wurde, zugesprochen. Weitere Patente wurden 2006 für die Entwicklung von verbesserten Aufzuchtprozessen zugesprochen.